# Mittelnkirchen
Mittelnkirchen település Németországban, azon belül Alsó-Szászország tartományban. Lakosainak száma 1109 fő (2023. december 31.). Mittelnkirchen Steinkirchen és Jork községekkel határos.

## Népesség
A település népességének változása:
| Lakosok száma | 1079 | 1082 | 1124 | 1110 | 1098 | 1109 |
|               | 2016 | 2017 | 2019 | 2021 | 2022 | 2023 |